# Deltiologia
Deltiologia (filokartystyka) – hobby polegające na zbieraniu pocztówek.
Oficjalnie największą kolekcję pocztówek posiada Mario Morby z Wielkiej Brytanii i zawiera ona 1 000 265 sztuk. Jest to oficjalny rekord zatwierdzony przez Księgę Rekordów Guinnessa, albowiem od 1991 w tej kategorii nie są już przyjmowane zgłoszenia.
Największą kolekcję pocztówek reklamujących papierosy – 1 000 000 w około 45 tys. kompletów zebrał Edward Wharton-Tigar. Aktualnie zbiór znajduje się w zbiorach British Museum.